# 網走市立中央小学校
網走市立中央小学校（あばしりしりつ ちゅうおうしょうがっこう）は、北海道網走市向陽ヶ丘4丁目にある公立小学校。

## 沿革
出典
- 1884年（明治17年）
  - 9月25日 - 「網走簡易小学校」創立式典挙行。
  - 10月1日 - 授業を開始（児童5・6名）。
- 1885年（明治18年）5月 -  境田妙橘氏の寄付により、校舎新築。
- 1890年（明治23年）9月 -  建部栄作氏の寄付により、校舎新築。
- 1892年（明治25年）12月12日 - 校舎増築。
- 1894年（明治27年）9月 - 網走町大字北見町南通7丁目25番地（現:市民会館付近）に校舎（新築校舎170.75坪）新築し、移転。
- 1895年（明治28年）4月1日 -  高等科（修業年限3ヶ年）を併置し、「網走尋常高等小学校」と改称。
- 1897年（明治30年）1月11日 - 大曲分教場を設置。
- 1899年（明治32年）
  - 2月12日 - 於将府（オショップ）特別教授場設置。
  - 4月1日 - 高等科の年限を4ヶ年に延長。
  - 7月1日 -  校舎増築（2教室・玄関）増築。
- 1900年（明治33年）
  - 12月 - 校舎（1教室）増築。
  - 12月1日 - 礼文尻簡易教育所設置。
- 1901年（明治34年）4月1日 - 大曲分教場が本校より独立し、旧大曲尋常小学校として開校（昭和18年3月31日廃校）。
- 1903年（明治36年）7月1日 - 雨天体操場（50坪）新築。
- 1908年（明治41年）
  - 1月 - 校舎（2教室・廊下）増築（10学級）。
  - 4月1日 - 尋常科修業年限を6ヶ年に延長し、高等科修業年限を2ヶ年に短縮。
- 1909年（明治42年）
  - 6月30日 - 校舎（雨天体操場50坪・便所・廊下・玄関）増築。
  - 10月30日 - 2教室（40坪）と廊下の増築。
  - 11月17日 - 帯於将府特別教授場設立。
- 1910年（明治43年）
  - 3月28日 - 第1藻琴特別教授場設立。
  - 7月21日 - 西藻琴特別教授場設立。
- 1912年（明治45年）7月15日 - 2教室（40坪）と廊下を増築。
- 1913年（大正2年）7月10日 - 礼文尻簡易教育所廃校。
- 1914年（大正3年）5月 - 児童玄関を増築。
- 1915年（大正4年）4月1日 - 教室不足となり、桂ヶ丘・私立北見女子校の2教室を借り、尋6女・高1、2女を分離。
- 1916年（大正5年）
  - 4月1日 - 1学級増加（18学級）。
  - 4月21日 - 西藻琴特別教授場が、本校より独立し豊郷小学校として開校。
  - 9月1日 - 上能取特別教授場設置。
- 1917年（大正6年）4月1日 - 市立北見女子校の2教室を更に借用（19学級）。同日、帯於将府特別教授場が、本校より独立し、旧潮見小学校開校（昭和51年3月28日廃校）。
- 1918年（大正7年）9月11日 - 同一通学区域内に1校を新設し、男子のみ収容の件を認可。
- 1919年（大正8年）
  - 11月7日 - 女子のみ収容の「網走尋常小学校」と改称。
  - 11月11日 - 男子のみ「網走尋常高等小学校」として分離。
- 1922年（大正11年）9月1日 - 第1藻琴特別教授場が、本校より独立し、旧稲富小学校開校。
- 1923年（大正12年）
  - 4月1日 - 於将府特別教授場が、本校より独立し、旧鱒浦小学校（現:南小学校）開校。
  - 9月 - 1教室（20坪）と廊下を増築。
- 1924年（大正13年）9月25日 - 創立40周年記念式典を挙行。
- 1926年（大正15年）
  - 5月1日 - 校舎新築のため移転。尋1・2は男子校へ、尋4・5は支庁跡へ、高1は公会堂へ、尋3と高2は北見女子校跡へ。
  - 12月5日 - 新校舎落成式挙行（16学級）。
- 1927年（昭和2年）
  - 4月4日 - 網走中学校（現:南校）焼失により、男子校の一部を中学校に充当し、男子校より4学級が本校に移転。そのため，本校の尋5（2学級）を高等女学校（現:向陽高）に移転。
  - 12月10日 - 移転中の児童が、それぞれ復帰。
- 1932年（昭和7年）
  - 9月30日 - 東側に屋外運動場を拡張。
  - 11月3日 - 校歌制定。
  - 11月8日 - 校舎増築。
- 1934年（昭和9年）9月25日 - 創立50周年記念式典挙行。
- 1934年（昭和11年）8月 - 校舎135.5坪増築。
- 1938年（昭和13年）4月7日 - 公立青年学校網走実科女学校を本校に併設。
- 1940年（昭和15年）
  - 1月10日 - 上能取特別教授場を能取尋常小学校所属に変更（旧美岬分校、昭和44年12月5日廃校）。同日、国民学校令により、「網走女子国民学校」と改称。
- 1941年（昭和16年）4月11日 - 男子校全焼により本校の7裁室を貸与。そのため、実科女学校生徒を高等女学校に移転。
- 1943年（昭和18年）
  - 4月1日 - 大曲国民学校が廃校となり、女子41名本校に転入。
  - 同年内 - 戦局悪化により、避難訓練開始。裁縫室に陸軍通信隊が駐屯。
- 1944年（昭和19年）- 高学年児童が、勤労奉仕に動員。校舎の一部は、千島派遣部隊の一時宿泊所となり、屋内運動場は、軍隊の食糧被服の倉庫となる。
- 1945年（昭和20年）8月15日 - 太平洋戦争終戦。
- 1947年（昭和22年）
  - 4月1日 - 学制改革により、「網走市立網走小学校」と改称。
  - 9月1日 - 「網走市立網走中央小学校」と校名を改称
  - 9月12日 - 男女共学となり、通学区域変更（21学級）。当時の学区は、西地区釧網線まで、川向・大曲・緑町・二つ岩・向陽・明治・文化。
  - 9月 - 中央小学校父母と先生の会発足。
- 1948年（昭和23年）
  - 2月9日 - 粉乳のみの給食開始。
  - 時期不明 - 校章と校歌制定。
- 1949年（昭和24年）4月1日 - 教室が不足し、2学年と3学年で、二部授業実施（27学級）。
- 1950年（昭和25年）
  - 7月 - 給食モデル校に指定。
  - 12月 - 元分会を分校とし、4学年4学級を収容し、二部授業を解消。
- 1951年（昭和26年）4月 - 完全給食実施（30学級）。
- 1952年（昭和27年）4月1日 - 児童の増加に伴い、西小学校を新設し、本校（大曲・三眺・白樺町・新町・緑町）から、児童約300名転校（25学級）。
- 1954年（昭和29年）9月25日 - 創立70周年記念式典挙行。
- 1956年（昭和31年）4月1日 - 児童増加に伴い、川向の一部を西小学校に区域変更し、児童約170名転校。
- 1962年（昭和37年）
  - 6月21日 - 0時30分頃、校舎東南部より出火。9教室と給食室・舞台・東側便所・東側玄関を焼失。原因は不明。
  - 8月24日 - 二部授業開始。屋内体育館を間仕切し、8教室を仮設。二部授業解消。
- 1963年（昭和38年）
  - 3月22日 - 第二中学校において卒業式を挙行。
  - 11月17日 - 新校舎に引越し。
  - 11月24日 - 新校舎落成式挙行。
- 1964年（昭和39年）4月1日 - 通学区域の一部変更実施、南6条以南の児童は網小へ、川向の一部の西小児童は本校へ転籍。
- 1965年（昭和40年）9月25日 - 1年遅れで、80周年記念式典挙行。
- 1967年（昭和42年）4月24日 - 特殊学級（こばと学級）開設。
- 1970年（昭和45年）7月17日 - 簡易プールが完成し、プール開き挙行。
- 1974年（昭和49年）9月25日 - 創立90周年記念式典挙行。
- 1975年（昭和50年）
  - 4月1日 - 言語治療学級「ことばの教室」開設。
  - 10月1日 - 体育文化後援会の設立総会開催。
- 1976年（昭和51年）4月1日 - 第二中学校言語治療学級を併設。
- 1980年（昭和55年）10月1日 - 幼児ことばの相談室を併設。
- 1981年（昭和56年）8月 - 灯油温水ボイラー及びガスボイル等給食設備の改善。
- 1984年（昭和59年）
  - 2月25日 - 創立100周年記念協賛会設立。
  - 9月16日 - 創立100周年記念式典挙行。
- 1985年（昭和60年）
  - 9月10日 - 屋内体育館に暖房機（リビエラ60・2台）取付工事。
  - 10月1日 - 通学路とグラウンド側面に壁画（100周年記念事業の一環として）。
- 1986年（昭和61年）
  - 3月25日 - 電気設備改修工事。
  - 8月20日 - 屋内体育館床全面張替え工事。
  - 10月15日 - 校舎窓枠全面改修（アルミサッシ）。
- 1987年（昭和62年）
  - 2月20日 - 廊下に拡声器取付け。
  - 10月15日 - 校舎外壁塗装
- 1988年（昭和63年）
  - 2月4日 - トイレ水洗化・暖房工事(灯油）・校舎床リノリューム張替え・内壁塗装・多目的教室設置・消火ポンプ及び配管工事。
  - 8月18日 - 低学年用配膳棚改修。
  - 10月3日 - 児童玄関・職員玄関前舗装。
- 1989年（平成元年）
  - 5月6日 - プールのフェンスとシート張り替え。
  - 7月28日 - 防犯灯増設工事。
  - 8月2日 - プールの排水溝工事。
- 1990年（平成2年）
  - 3月24日 - 1階教具室床工事。
  - 7月24日 - 給食室補修工事開始。
  - 8月13日 - 給食室補修工事完了。職員玄関フード取り付け。
- 1991年（平成3年）
  - 1月12日 - 特別教室換気扇取り付け。
  - 4月17日 - 掲揚支柱施設設置。
  - 6月10日 - プール浄化装置新設。
  - 7月15日 - 空缶回収ボックス新設。
  - 8月14日 - 校舎3階北側壁改修。
  - 9月10日 - 放送室増改築完成。
- 1992年（平成4年）
  - 1月17日 - 給食室物品庫改修。
  - 3月13日 - 給食室換気孔ブラインド改修。
  - 4月1日 - 児童玄関前コンクリート改修。
  - 7月15日 - プール浄化装置新設。
  - 7月29日 - 校舎2階壁改修と給食室給湯器改修の両工事実施。
  - 8月15日 - 2階窓サッシエ事。
  - 8月28日 - 屋外鉄棒新設（6基）。
  - 10月5日 - 市道工事により通学路一部変更。
- 1991年（平成3年）3月23日 - 1学年から5学年児童全員の机と椅子を取替え。
- 1992年（平成4年）4月16日 - 焼却炉新設。
- 1993年（平成5年）
  - 5月17日 - 人権の花苗（法務局）贈呈式挙行。
  - 7月23日 - プ－ル簡易トイレ設置。
  - 8月13日 - 1階西側廊下壁工事完了。
  - 9月11日 - 屋外フェンス一部増設。
  - 9月26日 - 二連式懸垂シーソー新設（2基）。
  - 11月7日 - 創立110周年記念事業協賛会設立総会開催。
  - 12月27日 - 流し場暖房及び流し台改修。
- 1994年（平成6年）
  - 3月28日 - 給食室洗浄器改修。
  - 6月10日 - 校舎指標立看設置。
  - 7月29日 - 2階廊下改修と二重窓改修の工事実施。
  - 9月18日 - 各教室に29型テレビ設置。
  - 9月25日 - 創立110周年記念式典挙行し、記念事業実施。
  - 10月12日 - グラウンドに外物置小屋新設。
  - 12月3日 - 図書室本棚とカウンター設置。
- 1995年（平成5年）
  - 6月12日 - ポリシャー購入。
  - 6月13日 - サッカーゴールポスト購入。
  - 7月28日 - この日から8月9日まで、階段・廊下壁塗装工事。
  - 8月7日 - この日から翌8日まで、黒板塗装と給食室排水の両工事実施。
  - 8月9日 - 空気清浄器取り付け。
  - 8月10日 - 給食室換気扇取り付け。
  - 9月25日 - 多目的教室廊下壁修理工事。
- 1996年（平成8年）
  - 2月16日 - 印刷機購入。
  - 8月5日 - 給食用フリーザー設置し、油漏れパイプ補修。
  - 8月8日 - 給食室乾燥機修理。
  - 10月15日 - 家庭科室給湯工事。
- 1997年（平成9年）5月27日 - 木村組よりボールプールが寄贈される。
- 1998年（平成10年）11月25日 - 網走市立中央小学校改築検討委員会発足。
- 1999年（平成11年）
  - 4月1日 - ことばの教室が、特殊学級から通級指導学級に移行。
  - 5月13日 - 学校改築に係る要望書提出。
- 2000年（平成12年）6月 - 新校舎着工。
- 2001年（平成13年）
  - 7月19日 - 落成記念協賛会発足。
  - 10月10日 - 蓮池氏よりカラーテレビ他が寄贈される。
  - 12月19日 - 土屋氏より校旗が寄贈される。
  - 12月25日 - 新校舎完成。
- 2002年（平成14年）
  - 2月13日 - 桂ライオンズクラブより、ことばの教室に冷蔵庫が寄贈される。
  - 4月1日 - ことばの教室が4学級に増級。
  - 4月10日 - 共同調理場給食開始（中央小・二中）。
  - 5月19日 - 新校舎落成記念式典挙行。
  - 9月20日 - 新校舎落成記念事業「河辺バンド」公演開催。
- 2004年（平成16年）
  - 5月 - グラウンド防砂ネット取り付け。
  - 9月25日 - 創立120周年記念式典挙行。
- 2005年（平成17年）11月20日 - 網走運転者部会寄贈により、交通安全標語看板設置。
- 2006年（平成18年）
  - 3月18日 - 校内案内板設置。
  - 12月9日 - 防犯オートロック設置。
- 2010年（平成22年）
  - 3月 - 太陽光発電設備設置。
  - 時期不明 - グラウンド芝生化完了。
- 2012年（平成24年）
  - 5月24日 - 防犯センサー増設工事完了。
  - 8月14日 - 体育館雨漏り修理完了（グラウンド側）。
- 2014年（平成26年）9月25日 - 創立130周年記念式典挙行。
- 2020年（令和2年）4月1日 - 網走中央・西地区学校運営協議会設置。
- 2022年（令和4年）4月1日 - 電子黒板を全教室に導入。

## 学区
出典
- 北1条東（1丁目・2丁目）
- 北1条西（1丁目～4丁目）
- 北2条東（1丁目・2丁目）
- 北2条西（1丁目～4丁目）
- 北3条東（1丁目～2丁目）
- 北3条西（1丁目～4丁目）
- 北4条東（1丁目・2丁目）
- 北4条西（1丁目～4丁目）
- 北5条東（1丁目・2丁目）
- 北5条西（1丁目～4丁目）
- 北6条東（1丁目・2丁目）
- 北6条西（1丁目～西4丁目）
- 北6条西（5丁目から西6丁目までの一部）
- 北7条東（1丁目・2丁目）
- 北7条西（1丁目～6丁目）
- 北8条東（1丁目）
- 北8条西（1丁目～6丁目）
- 北9条東（1丁目）
- 北9条西（1丁目～6丁目）
- 北10条東（1丁目）
- 北10条西（1丁目～6丁目）
- 北11条東（1丁目）
- 北11条西（1丁目～5丁目）
- 北12条東（1丁目）
- 北12条西（1丁目～3丁目）
- 海岸町
- 二ツ岩
- 美岬
- 明治
- 向陽ケ丘

## 周辺
- 網走市向陽ヶ丘住民センター
- 向陽ヶ丘第2公園
- 北海道網走桂陽高等学校

## アクセス
- 網走バス「中央小学校前」バス停下車。